# Krishnamurty Perumal
Krishnamurty Perumal, est un joueur de hockey sur gazon indien né le 26 septembre 1947 à Madras.

## Palmarès

### Jeux olympiques d'été
- Jeux olympiques d'été de 1968 à Mexico ( Mexique)
  -  Médaille de bronze en hockey sur gazon
- Jeux olympiques d'été de 1972 à Munich ( Allemagne)
  -  Médaille de bronze en hockey sur gazon